# Huitième accord de paix en Centrafrique
 (février 2019).
Si vous disposez d'ouvrages ou d'articles de référence ou si vous connaissez des sites web de qualité traitant du thème abordé ici, merci de compléter l'article en donnant les références utiles à sa vérifiabilité et en les liant à la section « Notes et références ».
Le Huitième accord de paix en Centrafrique aussi appelé Accord de Nairobi est un accord de paix non-reconnu signé le 8 avril 2015 à Nairobi entre le Front populaire pour la renaissance de la Centrafrique issu de la Seleka et les anti-Balaka.